# Termitophilomyia zimbraunsi
Termitophilomyia zimbraunsi är en tvåvingeart som beskrevs av Ronald Henry Lambert Disney 1994. Termitophilomyia zimbraunsi ingår i släktet Termitophilomyia och familjen puckelflugor.
Artens utbredningsområde är Zimbabwe. Inga underarter finns listade i Catalogue of Life.